# 15036 Giovannianselmi
15036 Giovannianselmi (1998 WO5) là một tiểu hành tinh vành đai chính.